# Grafestezja
Grafestezja (gr. γραφὴ pisanie i αἴσθησις odczuwanie) – zdolność „odczytywania” (bez udziału wzroku) przez daną osobę kształtów (np. liter, symboli, figur geometrycznych) kreślonych na jej ciele